# Pierre de Luxembourg
Pierre de Luxembourg, född 20 juli 1369 i Ligny-en-Barrois, Meuse, Frankrike, död 2 juli 1387 i Villeneuve-lès-Avignon, var en fransk kardinal, egentligen pseudokardinal. 
Han utsågs vid 14 års ålder av motpåven Clemens VII till kardinaldiakon av San Giorgio in Velabro.
Han saligförklarades den 9 april 1527 av Clemens VII.